# Wil van der Aalst

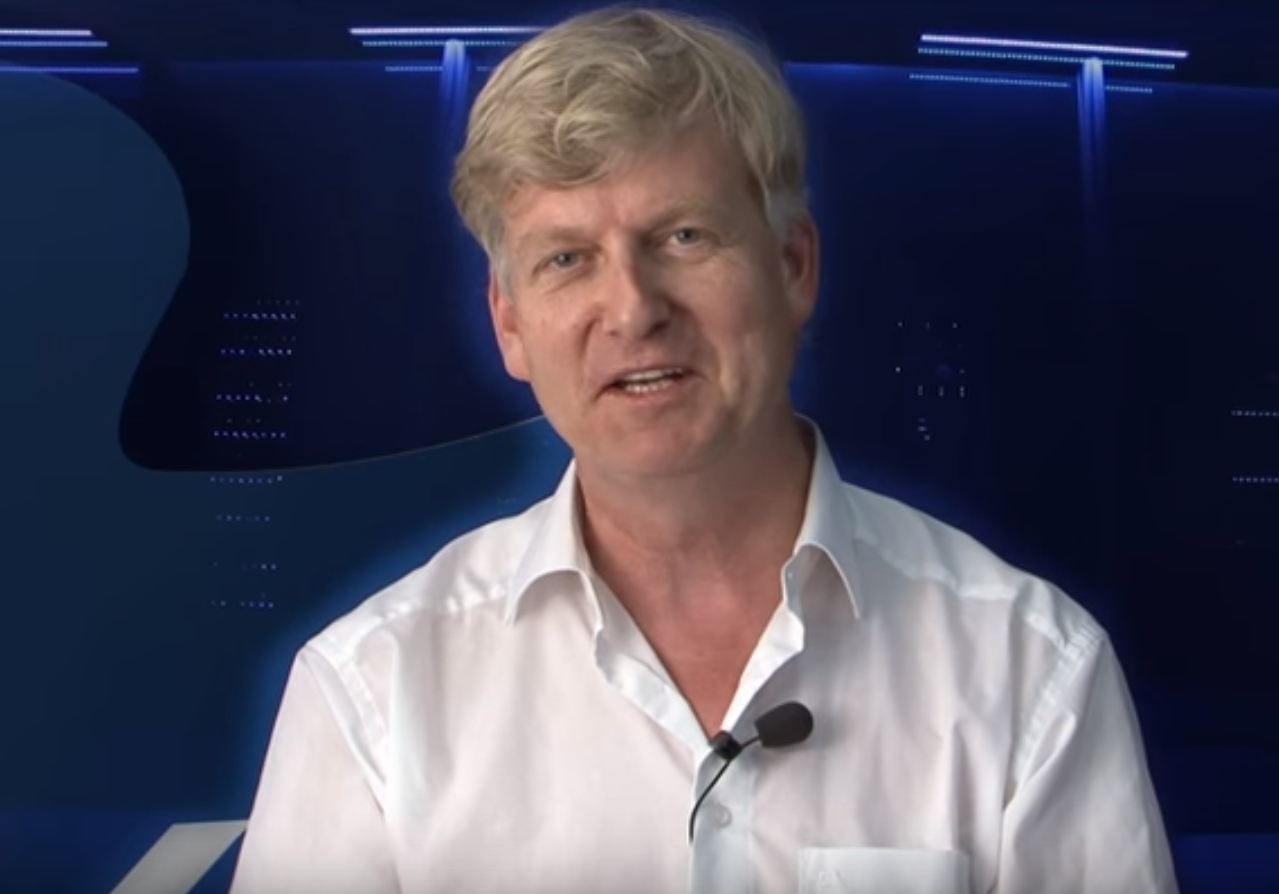
Wil van der Aalst, 2016

Willibrordus Martinus Pancratius „Wil“ van der Aalst (Eersel, 29 januari 1966) is een Nederlandse informaticus en universiteitshoogleraar aan de Technische Universiteit Eindhoven.

## Biografie
Prof.dr.ir. Wil van der Aalst is als hoogleraar verbonden aan RWTH Aachen.
Internationaal wordt hij gezien als de expert op het gebied van Business Process Management (BPM) en Process Mining. Hij heeft diverse doorbraken op zijn naam staan op gebieden uiteenlopend van procesmodellering en simulatie tot workflow management en process mining. Volgens Google Scholar is hij de meest geciteerde Europese informaticus (op basis van zijn H-index). Ook heeft hij aan de wieg gestaan van belangrijke open-source initiatieven zoals YAWL en ProM.